# Віцепрезидент США
Віцепрезидент США (англ. Vice President of the United States) — друга за важливістю посадова особа в системі виконавчої гілки федерального уряду США. З 20 січня 2025 року посаду обійме обраний віцепрезидент — Джей Ді Венс.

## Функції
Віцепрезидент обирається разом з президентом США, у кожного кандидата на президентство є «у зв'язці» кандидат на віцепрезидентську посаду. Представляє ту ж політичну партію, що і президент.
Віцепрезидент формально очолює Сенат США, має ряд інших суспільних обов'язків. У разі смерті, відставки або звільнення президента США стає повноцінним президентом США (офіційно це положення прийнято тільки 1967 року як 25-а поправка до Конституції; фактично і раніше віцепрезидент в таких випадках проголошувався президентом, хоча положення первинного тексту Конституції двозначні й уможливлювали тлумачення, згідно з яким віцепрезидент стає лише виконувачем обов'язків президента).
До 1967 року в разі відставки або смерті віцепрезидента або його вступу на президентську посаду новий віцепрезидент не призначався і пост залишався вакантним аж до нових виборів. Тепер, згідно з тією ж 25-ю поправкою, діє положення, згідно з яким у разі вакантності цієї посади Конгрес США повинен, за поданням чинного президента, призначити нового віцепрезидента. Протягом 1973–1974 таке призначення відбулося двічі. Після відставки віцепрезидента Спіро Агню Конгрес з подання Річарда Ніксона затвердив віцепрезидентом Джеральда Форда. Вісім місяців по тому Ніксон пішов у відставку, Форд сам став президентом, і Конгрес затвердив віцепрезидентом Нельсона Рокфеллера.
Інститут віцепрезидентства неодноразово критикували за те, що політик, що не обирається як самостійна кандидатура і часто маловідомий, може раптово стати головою держави й круто поміняти політику вибраного попередника. З іншого боку, зберігається гарантія того, що впродовж чотирилітнього терміну президентство залишиться в руках однієї й тієї ж партії.
У деяких випадках віцепрезидент виконує обов'язки президента дуже короткий час. Відповідно до пункту 3 25-ї поправки, президент у такому випадку зобов'язаний перед даною процедурою подати заяву до Конгресу про свою недієздатність, а після неї — зворотну заяву. Усього така процедура за всю історію США відбувалася чотири рази (чинні президенти країни проходили медичні процедури, перебуваючи під наркозом):
1. 13 липня 1985 року Рональду Рейгану були видалені ракові поліпи з прямої кишки. 8 годин в.о. президента США був Джордж Буш-старший.
2. 29 червня 2002 року Джорджу Бушу проводили колоноскопію. 2 години в.о. президента США був Дік Чейні.
3. 21 липня 2007 року Джорджу Бушу проводили колоноскопію. 2 години в.о. президента США був Дік Чейні.
4. 19 листопада 2021 року Джо Байдену проводили колоноскопію. 1,5 години в.о. президента США була Камала Гарріс[2].

У період після терористичної атаки 11 вересня 2001 року віцепрезидент Дік Чейні, як повідомлялось,[ким?] перебував у секретному місці для запобігання замаху терористів на двох перших осіб держави одночасно.